# Асоціатор
В теорії кілець асоціатор кільця R — це полілінійне відображення {\displaystyle R\times R\times R\to R,} що визначається за формулою
{\displaystyle [x,y,z]=(xy)z-x(yz).\,}
Асоціатор трьох елементів рівний нулю тоді і тільки тоді, коли їх множення в заданому порядку є асоціативним. Якщо асоціатор всіх елементів кільця рівний 0, то кільце є асоціативним.

## Властивості
В довільному кільці для асоціатора виконується рівність
{\displaystyle w[x,y,z]+[w,x,y]z=[wx,y,z]-[w,xy,z]+[w,x,yz].\,}
Кільце є альтернативним тоді і тільки тоді, коли його асоціатор є альтернативним, тобто
{\displaystyle [x,y,z]=\mathrm {sgn} \,\sigma [\sigma (x),\sigma (y),\sigma (z)]}
де σ — перестановка елементів {\displaystyle x,y,z,\mathrm {sgn} \,\sigma } — парність цієї перестановки.